# بني بزاز (بني سعيد)
بني بزاز هي إحدى مشيخات المملكة المغربية، تتبع جغرافيا لإقليم تطوان وإداريًا لبني سعيد. يقدر عدد سكانها بـ 3938 نسمة حسب الإحصاء الرسمي للسكان والسكنى لسنة 2004.